# Dylan Thomas Centre
Le Dylan Thomas Centre est un centre culturel situé dans le quartier maritime de Swansea, au Pays de Galles, Royaume-Uni, dédié au poète et écrivain gallois.

## Historique
Construit à l'origine en 1825 sous le nom de Guildhall, le bâtiment qui abrite aujourd'hui le Dylan Thomas Centre a ensuite été restauré et rénové en 1995 pour accueillir l'Année de la littérature et de l'écriture en Grande-Bretagne.

## Activités
Ouvert en 1995 par l'ex-président américain Jimmy Carter, qui appréciait Dylan Thomas, le musée abrite aujourd'hui une exposition permanente sur la vie et l'œuvre du poète intitulée Man and Myth (« L'homme et le mythe »). Elle est basée sur la plus grande collection du monde de souvenirs de ce genre et propose un théâtre, une salle de conférence, une bibliothèque et un restaurant.
L'exposition interactive explore la vie et l'œuvre de Dylan Thomas à travers différents médias et comprend des lettres, des livres, des notes et des photographies.
Le Dylan Thomas Centre dispose d'un vaste programme annuel de manifestations littéraires, y compris la présentation de livres, pièces de théâtre, soirées de poésie, expositions et conférences scientifiques.
Il accueille chaque année le Festival Dylan Thomas célébré entre la date de naissance et la date de mort du poète, du 27 octobre au 9 novembre.
Le personnel du centre offre des visites guidées sur la vie et l'œuvre de Dylan Thomas et organise des conférences sur la littérature contemporaine, sur l'écriture de la poésie et sur le tourisme culturel.